# Зберігай спокій
«Зберігай спокій» (англ. Stay Cool) — американська кінокомедія 2009 року. Режисер Майкл Поліш (в титрах як Тед Сміт), сценарист Марк Поліш, продюсер Кен Джонсон. В головних ролях Вайнона Райдер, Марк Поліш, Гіларі Дафф, Шон Астін, Джош Голловей, Джон Краєр, Чеві Чейз, Макс Тіріот. Прем'єра фільму відбулась 23 квітня 2009 на фестивалі «Трайбека»; 16 вересня 2011 відбувся театральний випуск у США.

## Сюжет
Успішний письменник Генрі МакКарті повертається до свого рідного містечка через 20 років після того як покинув свій дім, аби виступити із промовою на випуску старшокласників. В аеропорті його зустрічають старі друзі, які ніскільки не змінилися за цей час. Батьки, які давно не бачили свого сина, постійно знаходяться навколо нього. Готуючись до промови на випуску, Генрі починає пригадувати своє дитинство: шкільні часи, гру з друзями та нерозділене кохання до красуні Скарлет Сміт. Через певний час Генрі зустрічається із дорослою Скарлет і розуміє, що досі шалено закоханий у неї.

## В ролях
- Марк Поліш — Генрі МакКарті
- Вайнона Райдер — Скарлет Сміт
- Гіларі Дафф — Шаста О'Ніл
- Джош Голловей — Вайно
- Макс Тіріот — Люк
- Шон Астін — Велика Дівчинка
- Чеві Чейз — директор Маршал
- Джон Краєр — Хав'єр
- Марк Блукас — Бред Нельсон
- Френсіс Конрой — Місіс Луч

## Зйомки
Зйомки фільму проходили із липня по вересень 2008 року у містечках Санта Кларіта, Сугус та Валенсія штату Каліфорнія.

## Випуск
Прем'єра фестивальної версії фільму відбулась 23 квітня 2009 на «Фестивалі Трайбека», де він отримав позитивні огляди. Кінострічка була показана під категорією "Кінофестиваль світових розповідей". На самому фестивалі «Tribeca Film» кіно представили із фразою: "фільм нагадує нам, що час таки летить і старе кохання важко притушити." В травні 2010 фестивальну версію фільму було також показано на Marché du Film в Каннах, Франція.
16 вересня 2011 відбувся театральний випуск у США.

## Рецензії
Телеканал MTV поставив кінострічку на #5 в топі "Top 10 Movies That Will Have You Screaming 'Oh My God!'", називаючи її "найбільш доросло-схильним фільмом у цьому списку".
Сайт Rotten Tomatoes оцінив фільм у 2,7/5, базуючись на 1,802 рецензіях.